# Frecare
Frecarea este un fenomen fizic care se opune mișcării reciproce (unul față de altul) a corpurilor și a particulelor interne învecinate ale corpurilor aflate în deformare. Frecarea dintre corpuri este considerată frecare externă, iar cea dintre particule învecinate interne ale corpurilor, frecare internă. Frecarea externă ia naștere la marginile (limitele) corpurilor aflate în mișcare reciprocă, iar frecarea internă, între particule (părticele infime) interne vecine ale unor corpuri solide sau fluide, ce sunt supuse unor procese de deformare. În fizică, uneori, modelele teoretice nu iau în considerare frecările dacă influența lor este mică (sunt neglijabile), sau dacă sunt dificil de tratat.

## Forța de frecare

Diagrama forțelor pentru un bloc aflat pe pământ. Săgețile sunt vectori ce indică direcția și modulul forțelor. W este greutatea, N este forța normală, F este o forță aplicată, de un tip neidentificat, iar F_{f} este forța de frecare, egală cu coeficientul de frecare înmulțit cu forța normală. Dacă modulul forței aplicate este mai mare decât modulul forței de frecare ce i se opune, blocul se deplasează spre stânga.

Frecarea este concretizată în calculele teoretice din fizică prin forța de frecare, (Ff), care este componenta tangențială la suprafața de contact dintre două corpuri a forței pe care unul din corpuri o exercită asupra celui de-al doilea.  Forța de frecare este nulă până în momentul în care forța externă F încearcă să miște corpul. În timpul deplasării, forța de frecare are sens opus mișcării adică frânează mișcarea. Ea depinde de natura și de masa corpului și apare la alunecare și rostogolire. Forța de frecare la alunecare este  mai mare decât forța de frecare la rostogolire.
Forța de frecare este direct proporțională cu forța normală (Fn) pe suprafața de contact și este independentă de mărimea acesteia. Natura suprafeței de contact intră în calculul forței de frecare prin factorul numit coeficient de frecare (µ). Relația dintre forța de frecare și forța normală pe suprafața de contact are forma:
{\displaystyle F_{f}=\mu F_{n}}

## Pierderea de energie prin frecare
Prin frecare apare o dezvoltare de căldură, care este frecvent în tehnică considerată drept pierdere de energie. Se poate vorbi în astfel de cazuri de o disipare de energie, mai ales în mecanică în calcule de energie cinetică, dar aceeași expresie este folosită și în procese energetice nemecanice.

## Tipuri de frecare

### Frecare externă
Frecarea externă este considerată o frecare a corpurilor solide, fiindcă ea survine între suprafețele corpurilor solide ce se află în contact. Frecarea externă se împarte în:
- frecare de repaus
- frecare de alunecare
- frecare de rostogolire

#### Frecare de repaus
Forța de frecare de repaus (de fixare, de aderare) este cea prin care se realizează fixarea corpurilor unul față de altul. Fără forța de frecare de fixare nu ar fi posibilă activitatea și viața umană de zi cu zi. Oamenii nu s-ar putea deplasa, mobilele ar patina fără ca cineva să le miște, vehiculele n-ar putea circula, patinând pe loc. Starea de fixare (aderare) este o stare de repaus, de nemișcare, astfel că ea nu provoacă nici uzuri și nici pierderi de energie.

#### Frecare de alunecare
Frecarea de alunecare (de glisare) survine la suprafața de contact a două corpuri care se mișcă rectiliniu unul față de celălalt. Pentru aceeași forță normală pe suprafața de contact, forța de frecare de alunecare este totdeauna mai mică decât forța de fixare. 

#### Frecare de rostogolire
Frecarea de rostogolire (de rulare) ia naștere la rostogolirea unui corp pe o suprafață de rostogolire. Atunci când în zona sau punctul de contact forța de frecare de repaus este mai mare decât forța acceleratoare tangențială, corpul se rostogolește fără alunecare.
Exemple de frecare în viața de zi cu zi: avalanșe, deplasarea unui vehicul, sania care alunecă pe gheață.